# Jean Sarkozy
Jean Sárközy de Nagy-Bócsa, (ur. 1 września 1986 w Neuilly-sur-Seine) – francuski polityk, syn byłego prezydenta Francji Nicolasa Sarkozy’ego z pierwszego małżeństwa z Marie-Dominique Culioli. Był radnym kantonu Neuilly-sur-Seine-Sud oraz przewodniczącym frakcji prawicowej Unii na rzecz Ruchu Ludowego (UMP) w radzie generalnej departamentu Hauts-de-Seine.
Z powodu słabnącej popularności ojca Jean aktywnie włączył się w propagowanie działań rządu, organizując czwartki dla młodych – spotkania, na których znani członkowie prezydenckiej partii UMP odpowiadają na pytania wyborców. Na spotkaniach dyskutowano i przybliżano cele reform przeprowadzanych przez partię rządzącą. Na temat działalności politycznej Jeana Sarkozy rozpisywały się media m.in. Le Figaro, The Guardian, a jego krytykę zamieścił The New York Times.
10 września 2008 Jean Sarkozy wziął ślub cywilny z Jessiką Sebaoun-Darty – pochodzącą z żydowskiej rodziny miliarderów, założycieli jednej z największych francuskich firm handlujących sprzętem RTV/AGD. Związek ten stał się tematem prześmiewczej karykatury francuskiego rysownika Boba Sine w tygodniku satyrycznym „Charlie Hebdo”. Obrazek przedstawiający syna prezydenta wraz z jego narzeczoną Jessiką opatrzony był komentarzem Jean Sarkozy zadeklarował, że chce przejść na judaizm, by móc poślubić swoją żydowską narzeczoną, która kiedyś odziedziczy fortunę. Ten mały zrobi karierę! Rysunek wywołał skandal, a jego autor został oskarżony o antysemityzm. Zamieszczony podpis wywołał burzliwą polemikę związaną z naruszeniem granic wolności słowa i prawa do obrażania każdego, bez względu na rasę czy religię.
Bob Sine został zwolniony z pracy. W obronie redaktora naczelnego, który go wyrzucił, stanęło 20 znanych francuskich polityków i intelektualistów, m.in. mer Paryża Bertrand Delanoë oraz pisarz noblista Elie Wiesel, podpisując list z wyrazami poparcia dla tej decyzji.
W sprawie rysunku Sine wypowiedziała się także francuska minister kultury Christine Albanel w lipcu 2008 roku:

Rysunki i teksty Sine odwołują się do stereotypów i karykatur z innej epoki. Chcielibyśmy, by to na zawsze zniknęło.